# Namnam
De namnam (Cynometra cauliflora) is een groenblijvende, langzaam groeiende, diep vertakte, struik of 5-15 m hoge boom met een dikke stam, die van nature voorkomt in tropisch Azië.
De takken groeien licht zigzaggend van blad naar blad. De bladeren hebben een bladsteel van 2-8 mm en zijn samengesteld uit twee deelblaadjes. De bijna zittende deelblaadjes zijn asymmetrisch, lang-eirond, stomp toegespitst, gaafrandig, glad, glanzend donkergroen aan de bovenzijde, bleker aan de onderzijde en 5-16 × 1,5-7,5 cm groot.
De 1,2 cm brede bloemen groeien in groepen van vier of vijf stuks uit knopen van de stam (cauliflorie). De bloemstelen zijn tot 3 cm lang. De vier kelkbladeren zijn 2-4 mm lang en roodachtig van kleur. De vijf kroonbladeren zijn 3-4 mm lang en wit van kleur. De vruchten zijn aan de stam hangende, afgeplatte, halvemaan- of niervormige, tot 9 × 6 × 4 cm grote peulen die gedeeltelijk in een kleine, opgerichte tuit eindigen. De schil is tot 8 mm dik, hard, grof rimpelig, viltig, dof en geel of bruingroen van kleur. Elke vrucht bevat één plat, boonvormig, 3-6 × 2-4 cm groot zaad met een bruinige schil en een groenig-witte stevige kern. Deze kern smaakt afhankelijk van het ras zuur of zoetig-aromatisch.
De zaden kunnen rauw worden gegeten, maar meestal worden ze gekookt of geroosterd. Ook kunnen ze worden gekookt in suikerwater waarna ze als compote kunnen worden gegeten. In Zuidoost-Azië worden de kernen van de zaden gebruikt voor het kruiden van gerechten en dienen ze tevens als een ingrediënt voor sambal. Jonge peulen smaken zeer zuur en worden met suiker en kruiden ingelegd.
De namnam komt oorspronkelijk uit Malakka. Hij wordt geteeld in Zuidoost-Azië, op de eilanden in de Grote Oceaan, de Cariben en in Midden-Amerika. Hij kan zowel in de continu vochtige tropen als in gebieden met langere droge tijden worden geteeld.